# Druckvorlage
Als Druckvorlage werden alle notwendigen Unterlagen zur Herstellung von Druckformen in den verschiedenen Druckverfahren bezeichnet.
Im engeren Sinn sind Druckvorlagen die unmittelbar zur Herstellung der Druckform erforderlichen zweidimensionalen Vorlagen, die als Produktionsergebnis der Reprotechnik geschaffen werden und in der Regel aus Filmen bestehen. Seit der Einführung der digitalen Druckplattenbelichtung (CTP) werden auch die zur Herstellung der Druckform benötigten Daten, wie Bild- und PDF-Dateien als Druckvorlagen bezeichnet.

## Geschichte der Druckvorlagen

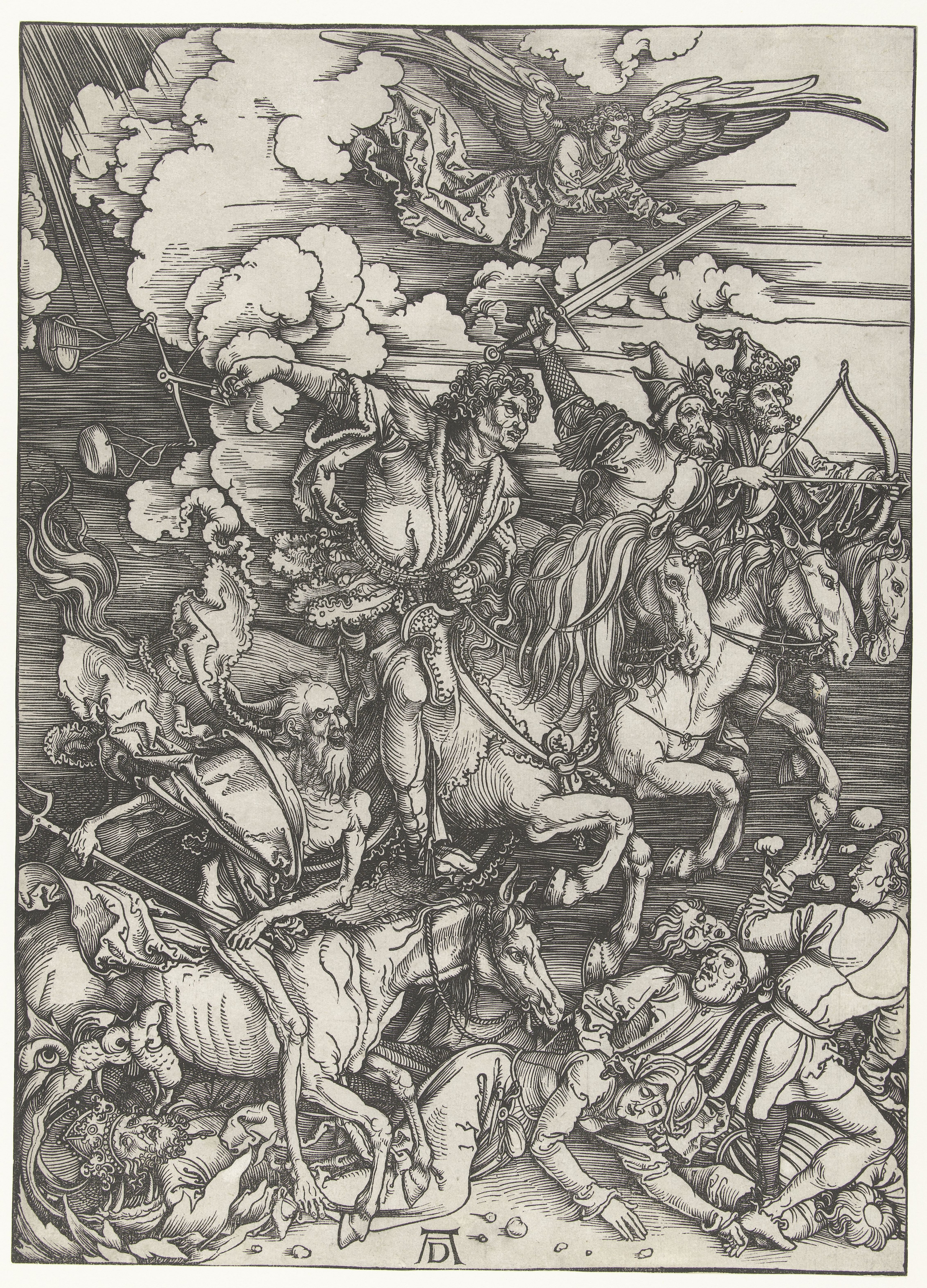
Die Apokalyptischen Reiter. Holzschnitt von Albrecht Dürer (1498)

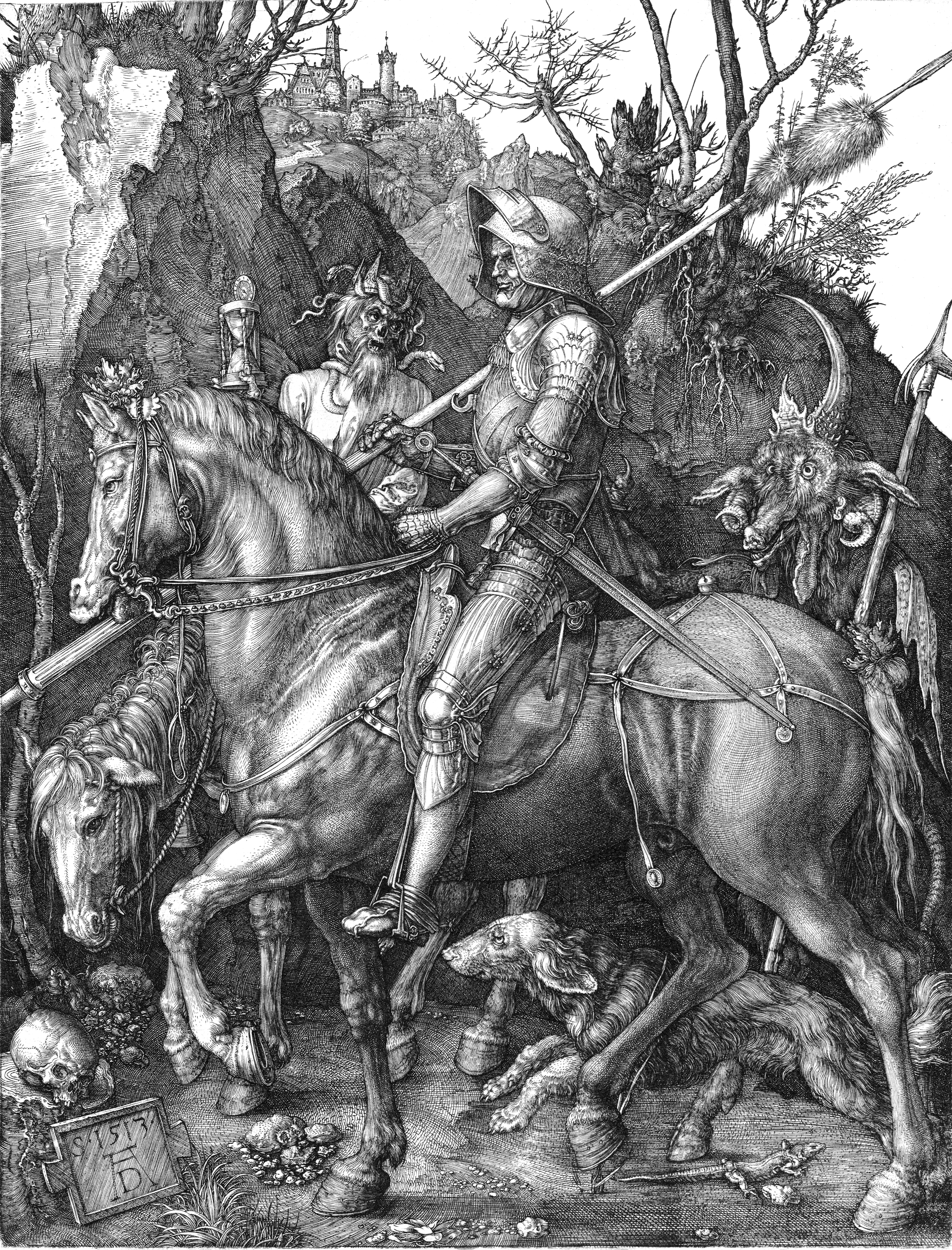
Einer der drei Meisterkupferstiche Albrecht Dürers: Ritter, Tod und Teufel

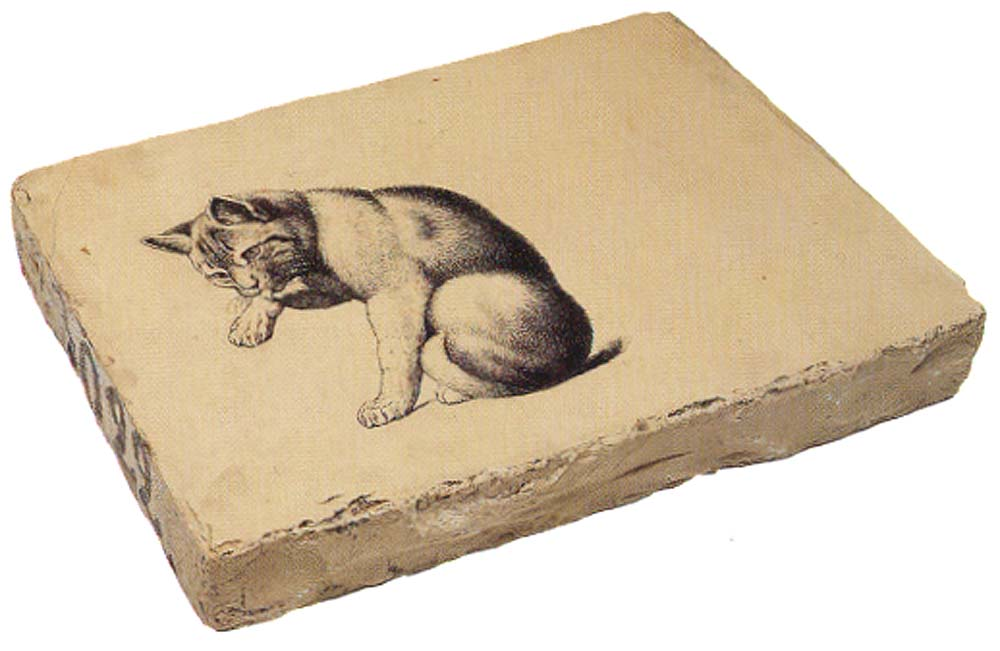
Lithografiestein

Vor der Erfindung der Fotografie um 1835 bestanden Druckvorlagen entweder aus handgeschriebenen Texten oder aus Zeichnungen und gemalten Bildern. Handsetzer, Lithografen und Künstler hatten die Aufgabe, aus diesen Vorlagen die entsprechenden Druckformen und Druckstöcke herzustellen. Die Setzer fertigten aus Einzellettern den Satz nach Manuskripten, die Lithografen zeichneten, gravierten oder punktierten nach schwarzweißen oder farbigen Vorlagen und schrieben Texte auf den Lithografiestein und die Künstler stellten zumeist einfarbige Holzschnitte, Holzstiche, Radierungen, Kupfer- und Stahlstiche her.
In der zweiten Hälfte des 19. Jahrhunderts, besonders nach der Erfindung des Glasgravurrasters im Jahr 1881, gab es zunehmend fotografische Aufnahmen als Druckvorlagen. Diese wurden in Reprokameras aufgerastert und nach manueller Bearbeitung von der Platte oder dem Film auf die Druckform kopiert. Von Zeichnungen stellte man Strich- oder Rasteraufnahmen her und gemalte farbige Bilder und Grafiken dienten als Vorlage für sogenannte fotografische Farbauszüge für den Mehrfarbendruck. Mit Schreibmaschinen erstellte Manuskripte lösten die handgeschriebenen Texte als Druckvorlage ab und wurden an Setzmaschinen in Einzelbuchstaben oder in Zeilen gesetzt.
Ab 1950 gab es die ersten Druckvorlagen in Form von Farbabzügen oder Diapositiven. Die farbigen und schwarzweißen Fotografien wurden zumeist von Positivretuscheuren retuschiert. Von den Farbvorlagen erstellte der Reprofotograf mit Hilfe von Farbfiltern Farbauszüge in Form von Halbtonnegativen oder Rasternegativen auf fotografischen Platten oder Filmen her. Die Aufgabe von Farblithografen oder Tiefdruckretuscheuren war es, diese Farbauszüge manuell zu korrigieren. Ende der 1950er Jahre wurde ein fotografisches Maskierverfahren entwickelt, so dass kaum noch manuelle Korrekturen notwendig waren. Beim sogenannten Composing wurden Bilder, Texte und grafische Elemente zu glatten Endfilmen zusammenkopiert und dienten als Kopiervorlage für Druckplatten.

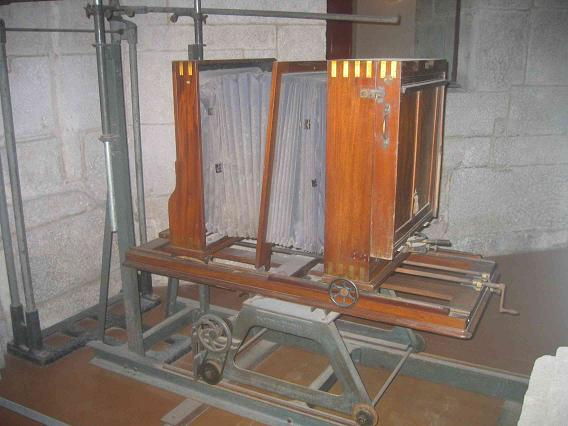
Alte Reproduktionskamera

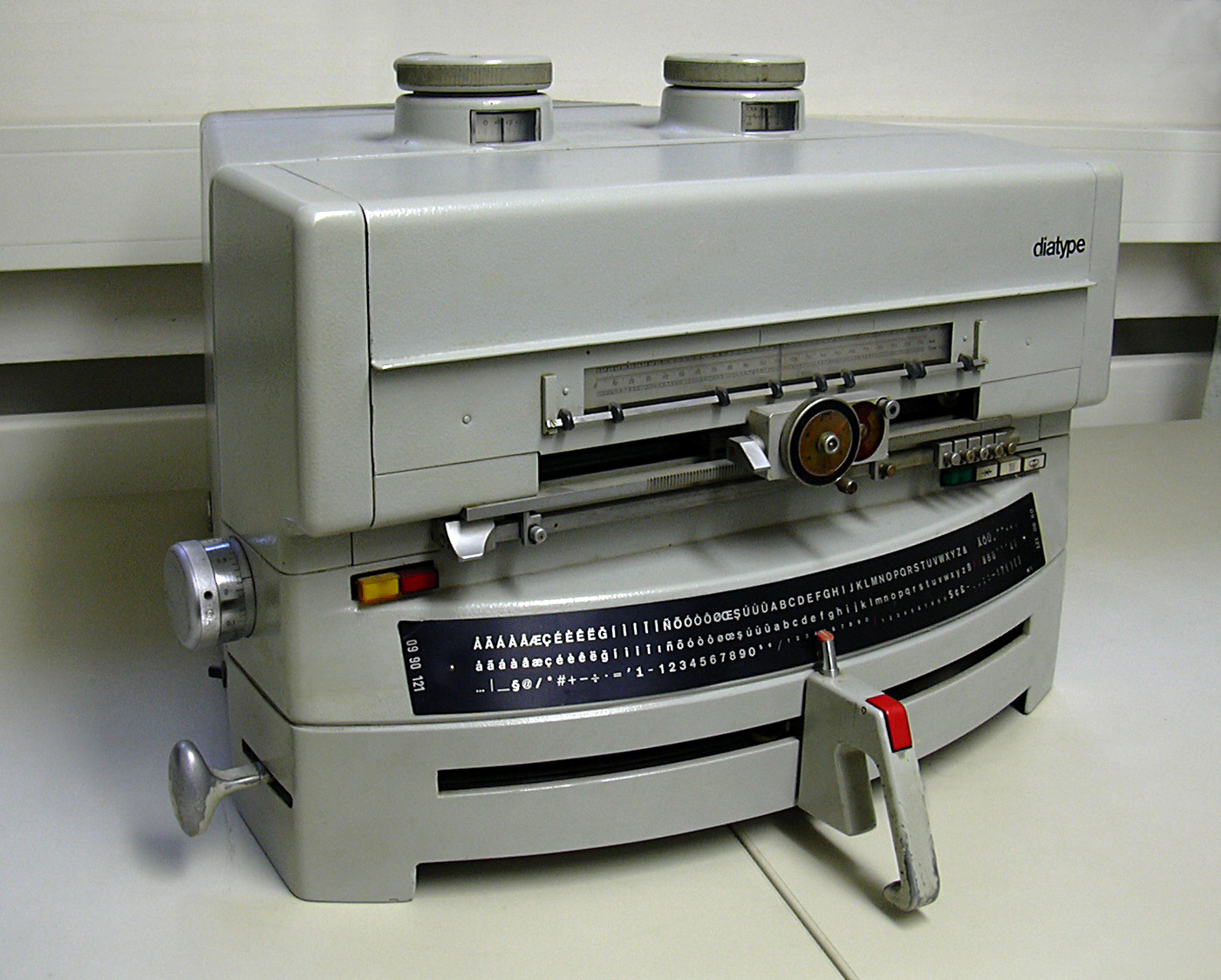
Fotosatzgerät „diatype“ der H. Berthold AG

Zu Beginn der 1960er Jahre löste der Fotosatz den Bleisatz ab und die Textvorlagen wurden auf Film geliefert. Zur gleichen Zeit entwickelten sich Trommelscanner und stellten elektronische Farbauszüge her. Im Hochdruck wurden Klischees mit Hilfe der Klischographen hergestellt, während im Tiefdruck der Helioklischograph entsprechende Druckvorlagen lieferte. Die Elektronik schritt unaufhaltsam voran und Ende der 1970er Jahre wurden die ersten EBV-Systeme entwickelt. Druckvorlagen wurden mehr und mehr in Form von digitalisierten Daten angeliefert. Am Computer entstanden komplette Druckvorlagen auf Film für alle Verfahren der Druckindustrie. Für eine Reihe von Jahren gab es mehrere parallele Verfahrenswege in der Druckvorlagenherstellung. Bis in die 1990er Jahre existierten sowohl der konventionelle als auch der elektronische Verfahrensweg nebeneinander. Erst durch die Weiterentwicklung der Computertechnik zum Desktop-Publishing wurden die konventionellen Verfahren weitgehend verdrängt. Besonders die Apple-Technologie beeinflusste die elektronische Bildbearbeitung und Seitengestaltung. Bildgestaltungs-Software, wie Photoshop, Corel Draw, Illustrator und FreeHand zusammen mit TIFF- und PostScript-Datenformaten ermöglichten den Datentransfer.
Beim Computer-to-Plate-Verfahren (CTP) (ab 1993) wird die Offsetdruckplatte in einem Belichter direkt mit Computerdaten bebildert, ohne den Umweg über einen Film. Ähnliches geschieht im Tiefdruck, bei dem der Tiefdruckzylinder direkt aus dem Datenbestand graviert wird. Die neueste Entwicklung seit dem Jahr 2008 heißt Computer to Press oder Direct Imaging, ein Verfahren, mit dem die Druckplatten direkt in der Druckmaschine bebildert werden. Damit entfällt das manuelle Einspannen und Einrichten der Druckplatte.

## Berufsbezeichnungen
In früheren Jahrhunderten gab es eine große Anzahl von Berufen, die sich mit der Herstellung oder Verarbeitung von Druckvorlagen beschäftigten. Dazu gehörten im Hochdruck Holzschneider, Handsetzer, Maschinensetzer, Fotosetzer, Metteure, Stereotypeure, Galvanoplastiker, Reprofotografen, Chemigrafen, Klischeeätzer, Nachschneider und Buchdrucker. Im Flachdruck gab es die Schrift-, Chromo-, Gravur-, Fotolithografen und Reprofotografen, sowie die Steindrucker. Im Tiefdruck arbeiteten Reprofotografen, Tiefdruckretuscheure, Tiefdruckätzer und Tiefdrucker. Für alle drei Druckverfahren waren Grafische Zeichner, Gebrauchsgrafiker, Positivretuscheure, Werbefotografen und Plakatmaler tätig.
Ab 1974 wurden viele Berufe der einzelnen Druckverfahren zusammengefasst. Die Bezeichnungen waren zwischen der Bundesrepublik und der DDR zum Teil unterschiedlich. So gab es übergreifend den Druckvorlagenhersteller in den Fachrichtungen Reprofotografie, Reproretusche und Reprovorbereitung. In der DDR hießen diese Berufe Facharbeiter für Satztechnik, Reproduktionstechnik und Druckformherstellung. Ab 2008 heißt der alle Druckverfahren umfassende Ausbildungsberuf Mediengestalter mit den Fachrichtungen Beratung und Planung, Konzeption und Visualisierung, sowie Digital und Print, wobei sich nur die letzten beiden Fachrichtungen mit Druckvorlagen beschäftigen.